# Nabis capsiformis
Nabis capsiformis ist eine Wanzenart aus der Familie der Sichelwanzen (Nabidae). Sie wurde im Jahr 1838 von dem deutschen Entomologen Ernst Friedrich Germar erstbeschrieben.

## Merkmale
Die sehr schlanken Sichelwanzen sind mit einer Länge von etwa 9 Millimetern länger als andere Vertreter der Gattung Nabis. Sie besitzen eine braune Grundfärbung. Zwischen den Facettenaugen befindet sich ein dunkelbraunes Feld. Über das Pronotum verläuft gewöhnlich ein dunkler Längsstrich. Fühler und Beine sind schlank und lang. Die Flügel sind ausgesprochen groß und überragen das Hinterleibsende um etwa 2,5 mm.

## Verbreitung
Nabis capsiformis ist zirkumtropisch verbreitet. Man findet sie u. a. im europäischen Mittelmeerraum, im nördlichen Afrika, im südlichen Asien, in Australien und Ozeanien sowie in Nord- und Mittelamerika. Auf den Azoren und auf den Kanarischen Inseln ist die Art ebenfalls vertreten. Man vermutet, dass die Art in Afrika ihren Ursprung hatte. Aufgrund ihrer Langflügeligkeit sind die Wanzen in der Lage, sich in der Luft durch die Winde über Meere und Ozeane tragen zu lassen.

## Lebensweise
Die multivoltine Art bildet mehrere Generationen im Jahr aus. Ein Weibchen legt etwa 200 Eier an den Stängeln niedrig wachsender Pflanzen ab. Nach 8–12 Tagen schlüpfen die Larven. Für die Entwicklung zum vollausgebildeten Imago benötigen die Nymphen drei bis vier Wochen und durchlaufen dabei fünf Nymphenstadien. Die durchschnittliche Lebenserwartung ausgewachsener Wanzen unter Laborbedingungen beträgt bei Männchen knapp 15, bei Weibchen mehr als 21 Tage.
Sowohl die ausgewachsenen Wanzen als auch die Nymphen ernähren sich räuberisch von verschiedenen Kleininsekten. Zu diesen zählen Raupen wie die des Baumwollkapselbohrers oder des Kleinen Kohlweißlings. Zum Beutespektrum gehören außerdem Milben, Fransenflügler, Zwergzikaden, die Nymphen der Weichwanzenart Lygus lineolaris sowie die Larven und Eier des Gemeinen Spargelhähnchens und des Kartoffelkäfers. Viele der erbeuteten Insekten gelten als Agrarschädlinge.